# Milohnići
Milohnići – wieś w Chorwacji, w żupanii primorsko-gorskiej, w mieście Krk. W 2011 roku liczyła 87 mieszkańców.